# Sofia Helinová
Sofia Helinová, celým jménem Sofia Margareta Götschenhjelm Helin (* 25. dubna 1972 Hovsta, Örebro) je švédská herečka, která na filmovém plátně debutovala roku 2002 v akčním thrilleru Beck – Sista vittnet. Za roli v komedii Lidé z Dalecarlie obdržela nominaci na švédskou filmovou cenu Zlatohlávek. V dánsko-švédském kriminálním seriálu Most ztvárnila postavu osobité vyšetřovatelky Sagy Norénové.

## Osobní život
Narodila se roku 1972 v obci Hovsta, spadající do örebroského kraje. Otec pracoval jako prodavač a matka byla zdravotní sestra. V šesti letech ztratila bratra a babičku, kteří zemřeli při dopravní nehodě. V rozhovoru z roku 2014 sdělila, že na ni tato událost stále doléhá. Na Lundské univerzitě absolvovala filosofii. V letech 1994–1996 studovala divadelní školu Calle Flygares a v roce 2001 ukončila Švédskou národní akademii pantomimy a herectví se sídlem ve Stockholmu.
Žije v Linghemu na okraji Linköpingu. Vdala se za duchovního švédské církve a bývalého herce Daniela Gotschenhjelma. Do manželství se narodili syn Ossian (nar. 2003) a dcera Nike (nar. 2009).
Jizva nad rtem je následkem pádu z kola, který utrpěla ve dvaceti čtyřech letech.

## Herecká kariéra
Hlavní roli šéfinspektorky Kláry ztvárnila v kriminálním dramatu Odstřelovač (2003).
V roce 2004 si zahrála titulní úlohu Mii v komediálním dramatu Lidé z Dalecarlie, která znamenala herecký průlom. Za předvedený výkon byla nominována na švédskou filmovou cenu Zlatohlávek. V roce 2007 se představila jako Cecilia Algottsdotter v dobrodružném válečném snímku Arn, adaptaci Guillouova Templáře, druhého dílu křižácké trilogie o Arnu Magnussonovi. V listopadu 2009 proběhla premiéra švédského animovaného sci-fi Metropie, v němž si zahrála Annu.
Do širšího povědomí, za hranicemi Švédska, se zapsala obsazením v kriminálním televizním seriálu Most, v němž získala hlavní úlohu malmöské kriminalistky Sagy Norénové s osobitým stylem jednání. Její postava vykazuje známky Aspergerova syndromu (součásti poruchy autistického spektra) – inteligentní, cílevědomé a pečlivé vyšetřovatelky s dysfunkční mezilidskou komunikací a sociálním chováním. Autoři seriálu ovšem prohlásili, že nikdy postavě nestanovili diagnózu. První desetidílná řada byla premiérována v roce 2011.

## Herecká filmografie
- 2013 – Gåten Ragnarok
- 2011 až 2018 – Most (seriál, 4 řady)
- 2009 – Metropie
- 2008 – Arn – Riket vid vägens slut
- 2008 – Dobrá rada
- 2007 – Arn
- 2007 – Leende guldbruna ögon (seriál)
- 2007 – Letuška
- 2005 – lodsbröder
- 2004 – Čtyři odstíny hnědé
- 2004 – Lidé z Dalecarlie
- 2003 – Odstřelovač
- 2002 – Beck – Sista vittnet
- 2002 – Tusenbröder (seriál)
- 1998 – Aspiranterna (seriál)
- 1992 – Rederiet (seriál)